# Aktiveringsenergi
I kemi er aktiveringsenergi et begreb introduceret i 1889 af den svenske videnskabsmand Svante Arrhenius og er defineret som den energi, der må overkommes for at en kemisk reaktion kan forløbe. Aktiveringsenergi kan på anden vis beskrives som det minimum af energi, der behøves for at en bestemt kemisk reaktion forløber. En reaktions aktiveringsenergi noteres normalt med Ea og angives i enheder af kilojoule per mol.
| Kemi | Spire Denne artikel om kemi er en spire som bør udbygges. Du er velkommen til at hjælpe Wikipedia ved at udvide den. |

- Wikimedia Commons har flere filer relateret til Aktiveringsenergi